# Rendez-vous (Metejoor)
Rendez-vous is een nummer van de Belgische zanger Metejoor, in samenwerking met de Nederlandse zangeres Emma Heesters. Het nummer is uitgebracht in juni 2021 en werd zelfgeschreven door de zanger, met Sasha Rangas en Stefan van Leijsen. Rendez-vous werd de tweede top 5 hit in Vlaanderen. In Nederland werd enkel de tipparade bereikt. Het nummer werd ook genomineerd voor de Radio 2 Zomerhit, en werd gezongen op de terugkerende editie van Tien om te zien in Middelkerke. 

## Hitlijsten

### Ultratop 50 Vlaanderen
| Nummer   | 17 | 11 | 17 | 14 | 24 | 9  | 12  | 10 | 4 | 5 | 4 | 7 | 5 | 4 | 8 | 11 | 10 | 19 |
| Week:    | 19 | 20 | 21 | 22 | 23 | 24 |     |    |   |   |   |   |   |   |   |    |    |    |
| Positie: | 22 | 29 | 36 | 33 | 49 | 38 | uit |    |   |   |   |   |   |   |   |    |    |    |